# フィッシャハ
フィッシャハ (ドイツ語: Fischach) は、ドイツ連邦共和国バイエルン州シュヴァーベン行政管区のアウクスブルク郡に属す市場町である。人口48,000人を超えるこの町は、シュタウデン地方で最も人口の多い町である。

## 地理

### 位置
フィッシャハは、アウクスブルクの南、ヴェストリヘ・ヴェルダー自然公園の第三紀の丘陵地に位置している。フィッシャハ地区はノイフナハタールとシュムッタータールとが交わる地点に位置している。

### 自治体の構成
この町は13のゲマインデタイル（地理上の地区）からなる。
| - アーレツリート - エルミシュヴァング - フィッシャハ - ハイムベルク - イッツリスホーフェン - レーナースベルク - ライテンブーフ | - ゼグミューレ - ジーゲルツホーフェン - トッテンシュロイレ - トローネッツホーフェン - ヴィルマッツホーフェン - ヴォルメッツホーフェン |

これらは8つのゲマルクング（行政/統計上の管区）アーレツリート、フィッシャハ、イッツリスホーフェン、ライテンブーフ、ジーゲルツホーフェン、トローネッツホーフェン、ヴィルマッツホーフェン、ヴォルメッツホーフェンを形成している。

### 隣接する市町村
フィッシャハは、北西はディンケルシェルベン、北はウスタースバッハおよびクッツェンハウゼン、東はゲッセルツハウゼン、南東はグロースアイティンゲン、南はミックハウゼンおよびランゲンノイフナハ（以上、アウクスブルク郡）、西はツィーメッツハウゼン（ギュンツブルク郡）と境を接している。

## 歴史
フィッシャハは、14世紀になるまでは古い地元貴族フィッシャハ家の所領であった。この貴族家は、その後アウクスブルク司教の Schirmvögte のミニステリアーレであるシュヴァープエッグ家となった。世俗化に伴い1803年にこの村はバイエルン選帝侯領となった。1862年から1929年までフィッシャハはベツィルクスアムト・ツースマールスハウゼンに、1929年からはベツィルクスアムト・アウクスブルクに属した。ベツィルクスアムト・アウクスブルクは、1939年にラントクライス・アウクスブルク（アウクスブルク郡）に改組された。この町は1952年に市場町に昇格した。

### 町村合併
バイエルン州の地域再編に伴い、1972年7月1日にアーレツリート、ヴィルマッツホーフェン、ヴォルメッツホーフェンがこの町に合併した。1975年7月1日にイッツリスホーフェンと、廃止されたクロイツアンガーのトローネッツホーフェン部分がこれに加わった。ジーゲルツホーフェンが1976年1月1日にこれに続いた。最後に1978年5月1日に廃止されたライテンブーフの一部が合併した。

## 住民

### 人口推移
フィッシャハは元々は小さな村であったが、第二次世界大戦後に急速に人口が増加した。人口に関する最初の記録は1593年である。この年259人がフィッシャハに住んでいた。三十年戦争の時代にはペスト禍による大幅な人口喪失に苦しんだ。その後数世紀の間に人口は再び増加し、1925年に約800人となった。第二次世界大戦後人口流入が増加した。さらに1970年代の町村合併もさらなる人口増加を導いた。1978年の人口は3,361人であった。2019年に人口は増加し続け、4,856人となった。

## 行政

### 首長
ペーター・ツィーゲルマイアー (SPD/Unabhängige) は2014年と2020年の町長選挙でそれぞれ対立候補に勝利して町長を務めている。

### 議会
2020年の選挙以降、町議会は16議席で構成されている。

### 紋章
図柄: 赤地。銀の波帯で上下二分割。上部は右向き（向かって左向き）、下部は左向き（向かって右向き）に泳ぐ銀の魚。
紋章の由来: この紋章は、古い地元貴族フィッシャハ家の紋章に由来する。この貴族家は、アウクスブルク司教の Schirmvögte のミニステリアーレであるシュヴァープエッグ家として、14世紀までフィッシャハの高台にある城に住んでいた。その紋章には、2匹の魚が、上のは右向き（向かって左向き）、下のは左向き（向かって右向き）に描かれていた。町の紋章では2匹の魚の間に、魚の豊かな川であるシュムッター川を表す銀の波帯が描かれている。フィッシャハ家の紋章の配色は判っていないが、おそらくアウクスブルク司教領との緊密な関係を表す赤と銀であったと推測される。1826年から2本の木の間で魚を釣る漁師が描かれた印章が遺されている。町はこの印章を勝手に使っていたようで、公的な認可が得られていたかどうかは判っていない。町はこの既存のデザインを基に木が描かれていない新しい印章と紋章を1938年に制作した。
この紋章は、町が市場町に昇格した1952年から用いられている。

### 姉妹自治体
- ヴィミ（フランス語版、英語版）（フランス、パ＝ド＝カレー県）1975年5月18日

## 文化と見所

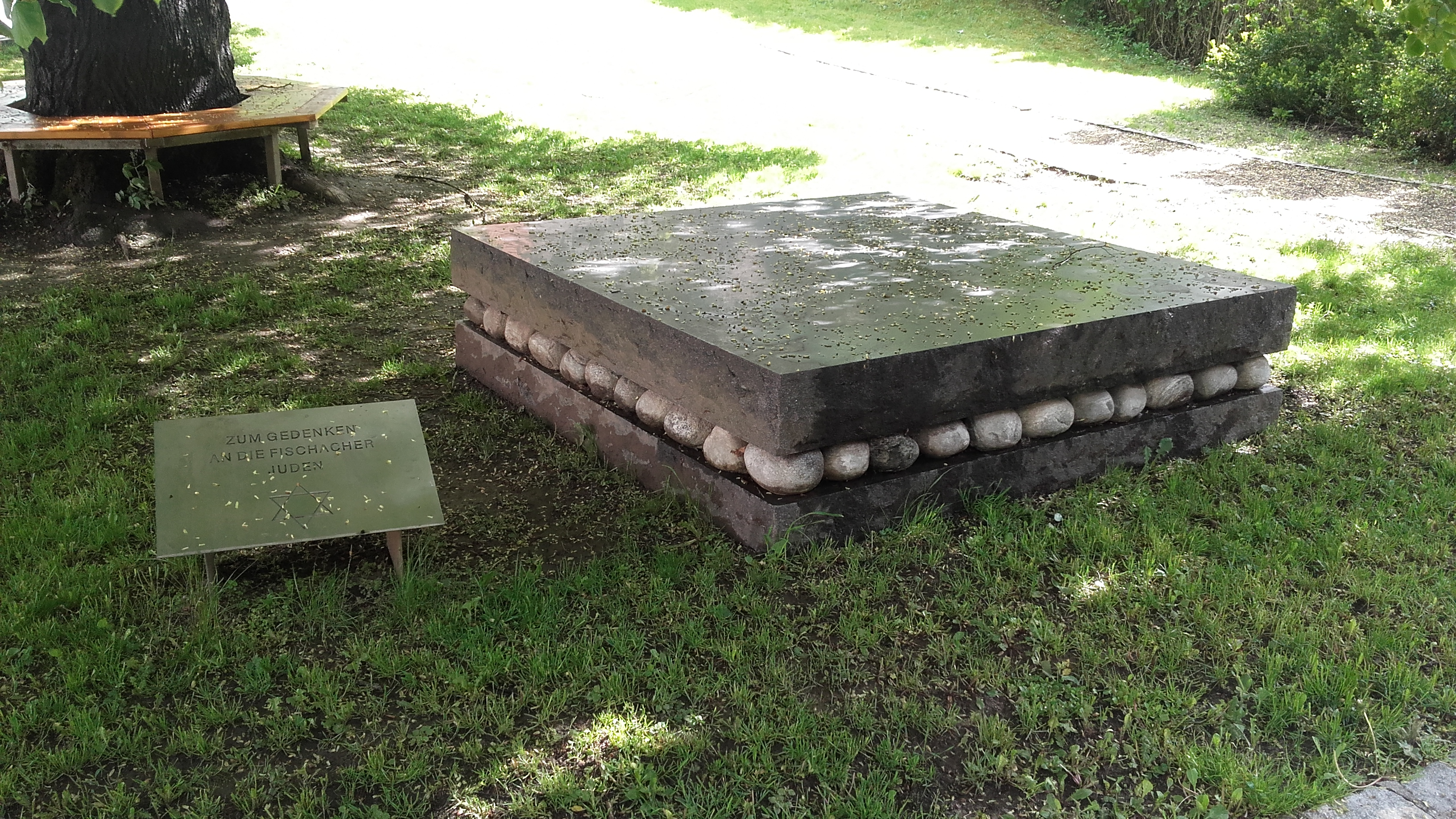
フィッシャハのユダヤ記念碑

フィッシャハには、1774年に当時のユダヤ人コミュニティが創設したユダヤ人墓地がある。この墓地は現在、町の行政当局が管理しており、相談の上で見学することができる。この他にかつてのシナゴーグや学校を併設したコミュニティ・ハウスもある。1999年にフィッシャハにユダヤ記念碑が建立された。これは、国家社会主義によるユダヤ人迫害以前の400年にわたるキリスト教徒とユダヤ人との共生を記念したものである。フィッシャハで制作された彩色された「ズッカ」（ユダヤ教の「仮庵の祭り」のための仮庵）をエルサレムのイスラエル博物館で見ることができる。
モニカ・ザラーは、2019年の報告書でフィッシャハのユダヤの歴史をかなり広範に報告している。この中で彼女はハクシャラ（ユダヤ人の研修農場）について極めて一般的な内容を記述しているに過ぎず、フィッシャハにハクシャラがあったかどうかは明かにしていない。これに対してドイツのユダヤ代表組織に統計家として勤めていたアルベルト J. フィービヒは、1938年8月1日時点でフィッシャハには25人の農業・造園研修生がおり、シオニスト青年組織の統括組織であるヘハルツが世話をしていたと指摘している。
ヴォルフガング・アマデウス・モーツァルトの直系の先祖であることが確認できる現時点で最も古いモーツァルト家はハイムベルク地区の出身である。1486年に簡素な農家がエントリス（アンドレアス）・モーツァルトの住居として記録されている。
ヴォルメッツホーフェン地区には2つのマリアのグロッテがある。これらはバイエルンのヤコプの道の一部となっている。

## 経済と社会資本

### 企業
2021年6月30日現在、2,425人の社会保険支払い義務のある就労者がフィッシャハで働いている。
この町の最も重要な企業が、アレツリート地区のモルケライ・アロイス・ミュラー GmbH & Co. KG（ミュラーミルク）である。フィッシャハ地区にはハウザー・ワイン輸入業者の本社がある。この他にライフアイゼン銀行シュタウデンのフィッシャハ支店もある。

### 公共施設
- 天然屋外プール
- 屋内プール
- シュタウデンラントハレ（多目的ホール）
- 図書館
- 消防団
- 墓地

### 教育
フィッシャハでは、小さな就学前の子供はカトリックの聖ミヒャエル幼稚園で学ぶ。その定員は約80人（4クラスに組分けされる）である。この他にヴィルマッツホーフェン地区に定員約100人（6クラスに組分けされる）のカトリック聖フィトゥス託児施設がある。
フィッシャハには州立基礎課程・中等学校が1校ある。この学校はフィッシャハ＝ランゲンノイフナハ学校連合に属しており、ランゲンノイフナハの分校と合わせて約580人の児童・生徒が在籍している。基礎課程学校4学年、中等学校5学年の他にM-ツークと呼ばれるバイエルン州独自のコースやOffene Ganztagsschule（直訳: 公開全日制学校）もある。
登録協会ヴォールフュールハウス・ヴェストリヘ・ヴェルダーはフィッシャハでツェントルム・キンダーラッヘン（直訳: 子供の笑顔センター）を運営している。ここには定員約60人の児童施設、子供と若い母親のための施設、14歳以上の保護者のいない難民の子供のための青年援助部門がある。
ライテンブーフ地区には、子供や青年のための療養教育施設であるヨーゼフハイムがある。1910年に開設されたこの施設の運営母体は、登録協会クリストリヘ・キンダー・ユーゲントヒルフェ（直訳: キリスト教青少年援助協会）である。

### 交通
フィッシャハを南西から北東に州道2026号線が貫いている。この道路は、一方はランゲンノイフナハ、もう一方はゲッセルツハウゼンおよび連邦道300号線（さらにアウクスブルクに通じる）とフィッシャハとを結んでいる。南北方向には、郡道A2号線が通っており、北はディンケルシェルベンやアウトバーン8号線、南はミックハウゼンにつながっている。さらにフィッシャハは自然公園の遊歩道・自転車道網沿いに位置している。
フィッシャハには多くのバス停があり、AVVの604番、606番、607番のバスが運行しており、この町とゲッセルツハウゼン駅を介して鉄道アウクスブルク - ウルム線とをつないでいる。さらに町の北端には、鉄道ゲッセルツハウゼン-テュルクハイム線（シュタウデン鉄道と呼ばれる）のフィッシャハ (シュヴァーベン) 駅がある。この鉄道路線はシュタウデン鉄道運営会社が運営しており、現在は夏季の週末だけシュタウデン交通協会が観光列車を運行している。

## 人物

### ゆかりの人物
- テオ・ミュラー（ドイツ語版、英語版）（1940年 - ）企業家。食品会社ミュラー・グループの創始者。

## 関連図書
- Michael Piller (1981). Fischach – Geschichte einer Mittelschwäbischen Marktgemeinde. Anton H. Konrad Verlag. ISBN 3-87437-178-6